# Sabatino Moscati
Sabatino Moscati est un archéologue italien spécialiste du monde oriental, né le 24 novembre 1922 à Rome où il est mort le 8 septembre 1997.

## Biographie
Sabatino Moscati a travaillé particulièrement sur le monde musulman et l'univers phénicien et punique. Il fut élu associé étranger de l'Académie des inscriptions et belles-lettres en 1989.

## Activité archéologique
Dans les années 1960, Moscati mène des fouilles sur le sanctuaire de Tas-Silġ, à Malte et à Motyé, en Sicile. Durant la même période, il entreprend également des investigations archéologiques sur plusieurs sites de Sardaigne : à Monte Sirai ; dans la région de Sulcis ; au sein du temple d'Antas ; ainsi que dans le port antique punico-romain Tharros.
Toujours dans les années 1960, il conduit des fouilles et prospections sur le site de Ramat Rahel, en Palestine,. Moscati organise une expédition archéologique sur le Tell Mardikh, en Syrie et dirige un chantier de fouilles dans la région du Cap Bon, en Tunisie,.

## Hommage et postérité
Une bibliothèque, établie à Tunis, porte son nom. La bibliothèque Sabatino Moscati, fondée par l'École archéologique italienne de Carthage, a été inaugurée le 6 octobre 2017.

## Publications
Cette bibliographie est très partielle et ne rend qu'une faible idée des travaux de l'archéologue et historien qui ont fait l'objet d'une traduction française.
- Histoire et civilisation des peuples sémitiques, Payot, Paris, 1955
- L'Épopée des Phéniciens, Les grandes études historiques, l'aventure des civilisations, Fayard, Paris, 1971
- L'Orient avant les Grecs : les civilisations de la Méditerranée antique, PUF, 1963
- Les Phéniciens (dir.), Paris, Le Chemin vert, 1989  (ISBN 2714423787). Réédition : Stock, Paris, 1997  (ISBN 2234048192)
- Les Italiques : l'art au temps des Étrusques, L'Aventurine, Paris, 1995  (ISBN 2841900088)
- Les Celtes, Stock, Paris, 1997  (ISBN 9782234048447)
- Les Phéniciens, en collaboration avec André Parrot et Maurice H. Chéhab, collection  L'univers des formes, Gallimard, 1975, réédition 2007  (ISBN 9782234048195)

- (it) L'alba della civiltà, UTET, Turin 1976
- (it) Antichi imperi d'Oriente, Newton & Compton, Rome 1979
- (it) Nuove passeggiate romane, Newton & Compton, Rome 1980
- (it) La via del sole. Avventure archeologiche tra Oriente e Occidente, Newton & Compton, Rome 1981
- (it) Cartaginesi, Jaca Book, Milan 1982
- (it) Gli Italici: l'arte, Jaca Book, Milan 1983
- (it) L' Italia punica, Rusconi, Milan 1986
- (it) L'ancora d'argento, Jaca Book, Milan 1989
- (it) Dove va l'archeologia, Société d'édition internationale, Turin 1995
- (it) Così nacque l'Italia. Profili di antichi popoli riscoperti, Société d'édition internationale, Turin 1997
- (it) L'arte della Sicilia punica, Jaca Book, Milan 1998
- (it) L'arte degli Italici, Jaca Book, Milan 1999
- (it) Storia degli italiani dalle origini all'età di Augusto, Bardi Ed., Rome, 1999